# Les Deux Pigeons (film)
Pour les articles homonymes, voir Les Deux Pigeons.
Les Deux Pigeons est un film français muet réalisé par André Hugon, sorti en 1922.

## Fiche technique
- Réalisation : André Hugon
- Sociétés de production : Films André Hugon et Pathé Frères
- Pays de production : France
- Format : Noir et blanc - Muet - 1,33:1 - 35 mm
- Date de sortie : 
  - France : 15 décembre 1922

## Distribution
- Armand Bernard : Planchet
- Germaine Fontanes : Maud Réville
- Huguette Delacroix
- René Maupré
- Ernest Maupain
- Georges Spanover
- Henry Bender